# Ливингстон, Дуг
Дугальд Ливингстон (англ. Dugald Livingstone; 25 февраля 1898, Александрия, Данбартоншир — 15 января 1981, Марлоу, Бакингемшир), более известный как Дуг Ливингстон (англ. Doug Livingstone) — шотландский футболист и тренер.

## Карьера
Он играл на позиции защитника за «Ашфилд», «Селтик», «Дамбартон Харп» (аренда), «Эвертон», «Плимут Аргайл», «Абердин» и «Транмир Роверс», после чего начал карьеру тренрера.
Во время своей тренерской карьеры Ливингстон возглавлял сборную Ирландию с 1951 по 1953 года, до управления Бельгией, управляя её на Чемпионате мира 1954 в Швейцарии, когда „три колор“ получили только одно очко, сыграв в результативную ничью с Англией (4-4).
После опыта с Бельгией он стал тренером английского клуба «Ньюкасл Юнайтед» в 1954 году некоторые сторонники и сотрудники были сначала обеспокоены тем, что его тактика была схожа с его предшественника Джорджа Мартина, но эти сомнения были похоронены, когда он привел команду к победе в Кубке Англии в 1955 году, в котором „сороки“ обыграли «Манчестер Сити» со счётом 3-1 и Джеки Милберн забил первый гол на 1-й минуте матча.
Он покинул «Ньюкасл» в 1956 году и продолжал управлять Фулхэм между 1956 и 1958 годов и затем Честерфилд до 1962 года.